# Abenula
Nella neuroanatomia, il termine abenula (diminutivo del latino habena che significa redine) indicava originariamente il gambo della ghiandola pineale (habenula pineale; peduncolo del corpo pineale), ma gradualmente si riferì a un gruppo vicino di cellule nervose con cui si credeva che la ghiandola pineale potesse essere associata, il nucleo abenulare. Il nucleo abenulare è un insieme di strutture ben conservate in tutti gli animali vertebrati.
Attualmente, questo termine si riferisce a questa massa cellulare separata nella porzione caudale del diencefalo dorsale, noto come epitalamo, che si trova in tutti i vertebrati su entrambi i lati del terzo ventricolo. È incorporato nell'estremità posteriore della stria midollare, da cui riceve la maggior parte delle sue fibre afferenti. Attraverso il fascicolo retroflesso (tratto habenulointerpeduncolare) si proietta al nucleo interpeduncolare e ad altri gruppi di cellule paramediane del tegmento mesencefalo.
Funzionalmente, l'abenula è coinvolta nella nocicezione, nei cicli sonno-veglia, nel comportamento riproduttivo e nell'umore (vedere la sezione sulla depressione di seguito). È una delle poche aree conosciute per influenzare praticamente tutti i sistemi monoaminergici nel tronco cerebrale, come la dopamina, la norepinefrina e la serotonina.

## Anatomia
L'abenula era tradizionalmente divisa in parti laterali (limbiche) e mediali (motorie). L'esame dettagliato della regione nel gatto, tuttavia, ha suggerito che la parte laterale dovrebbe essere ulteriormente suddivisa in dieci distinti subnuclei e la mediale in cinque distinti subnuclei.